# Lac Wessonneau
Lac Wessonneau är en sjö i Kanada.   Den ligger i regionen Mauricie och provinsen Québec, i den sydöstra delen av landet, 270 km nordost om huvudstaden Ottawa. Lac Wessonneau ligger 265 meter över havet.
I omgivningarna runt Lac Wessonneau växer i huvudsak blandskog. Trakten runt Lac Wessonneau är nära nog obefolkad, med mindre än två invånare per kvadratkilometer.